# Aleksandr Wostokow

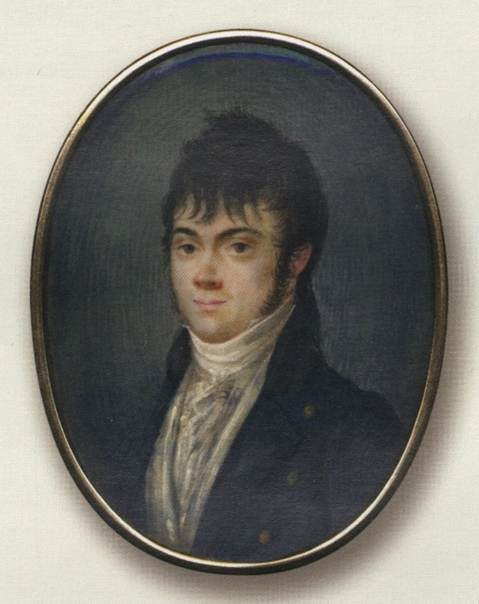
Vostokov - zdjęcie z I dekady XIX wieku

Aleksandr Charitonowicz Wostokow (ros: Алекса́ндр Христофо́рович Восто́ков), właściwie Alexander von Ostenek (ur. 28 marca 1781 w Estonii w Arensburgu (ob. Kuressaare), zm. 20 lutego 1864 w Petersburgu) – rosyjski filolog, językoznawca, jeden z twórców rosyjskiej slawistyki, zapoczątkował rozwój językoznawstwa historyczno-porównawczego w Rosji.
Od 1841 członek Petersburskiej Akademii Nauk. Autor klasycznych prac z różnych dziedzin językoznawstwa, m.in.: Opyt o russkom stichosłożenii (1812, o tonicznym charakterze wiersza rosyjskiego), Rassużdienije o sławianskom jazykie... (rękopis 1820, wyd. 1865), w której – stosując metodę historyczno-porównawczą – objaśnił wymowę tzw. słowiańskich jusów (nosówek) oraz jerów, Opisanije russkich i slawianskich rukopisiej Rumiancowskogo muzieuma (1842), gdzie po raz pierwszy wyodrębnił różne redakcje tekstów starosłowiańskich (bułgarską, serbską, północnoruską i południoworuską).
Inne ważne prace: Russkaja grammatika (1831), Słowar’ cerkowno-sławianskogo jazyka (tom 1-2 1858-1861). Wydał z komentarzami i słownikiem najstarszy datowany zabytek staroruski Ewangeliarz Ostromira (1843).